# Троицкое (Перевальский район)
Троицкое (укр. Троїцьке) — село, относится к Перевальскому району Луганской области Украины. Под контролем самопровозглашённой Луганской Народной Республики.

## Население
Население по переписи 2001 года составляло 29 человек.

## География
Село расположено на северо-восточном берегу Исаковского водохранилища (образованного рекой Белой). Соседние населённые пункты: село Степановка (на противоположных берегах Исаковского водохранилища), посёлки Бугаевка (выше по течению Белой) на юго-западе; посёлки Михайловка на севере, Юрьевка на северо-востоке (оба ниже по течению Белой); посёлок Шимшиновка на востоке.

## Общие сведения
Почтовый индекс — 94309. Телефонный код — 6441. Занимает площадь 0,037 км². Код КОАТУУ — 4423655503.

## Местный совет
94309, Луганская обл., Перевальский р-н, пгт. Бугаевка, ул. Кр. Партизан, 4